# Moise Kean
Moise Bioty Kean, född 28 februari 2000, är en italiensk fotbollsspelare som spelar för Fiorentina.

## Klubbkarriär
Den 4 augusti 2019 värvades Kean av Everton, där han skrev på ett femårskontrakt. Kean gjorde sin Premier League-debut den 10 augusti 2019 i en 0–0-match mot Crystal Palace, där han blev inbytt i den 69:e minuten mot Dominic Calvert-Lewin.
Den 4 oktober 2020 lånades Kean ut till Paris Saint-Germain på ett låneavtal över säsongen 2020/2021. Den 31 augusti 2021 återvände Kean till Juventus på ett tvåårigt låneavtal. Han blev därefter klar för en permanent övergång till Juventus.
Den 9 juli 2024 värvades Kean av Fiorentina, där han skrev på ett femårskontrakt.